# 1165 Імпрінетта
1165 Імпрінетта (1165 Imprinetta) — астероїд головного поясу, відкритий 24 квітня 1930 року.
Тіссеранів параметр щодо Юпітера — 3,142.